# De jure / de facto
De jure (in der klassischen lateinischen Form de iure) ist ein lateinischer Ausdruck für „laut Gesetz, rechtlich betrachtet (nach geltendem Recht), legal, offiziell, amtlich“;

de facto ist der lateinische Ausdruck für „nach Tatsachen, nach Lage der Dinge, in der Praxis, tatsächlich“ (vgl. in praxi), auch als faktisch („in Wirklichkeit“) bezeichnet.
Mit de facto wird ein Umstand benannt, der als weit verbreitet und allgemein anerkannt gilt, auch wenn er nicht durch entsprechende Institutionen formal als de jure festgelegt ist. De jure bezeichnet einen rechtlichen Soll-Zustand, de facto einen tatsächlichen Ist-Zustand.

## Verwendung
Diese beiden Bezeichnungen bilden ein antonymes Begriffspaar, das heißt, wenn auch nur einer der beiden Begriffe in einem Satz verwendet wird, hat die Aussage eine „Zwar-aber“-Struktur und deutet an, dass sich ein Sachverhalt „de facto“ eingestellt hat, obwohl entweder ein anderer „de jure“ gesetzlich vorgeschrieben ist oder es darüber keine gesetzliche Vorschrift gibt. Als Begriffspaar werden die beiden Formeln häufig zur Beschreibung juristischer, hier vor allem völkerrechtlicher, und politikwissenschaftlicher Sachverhalte verwendet. Beispielsweise kann eine Regierung de jure im Amt sein, d. h. sie wurde nach geltendem Recht eingesetzt. Eine De-facto-Regierung bzw. ein De-facto-Regime hingegen hat keine rechtliche Anerkennung. Zum Beispiel ist Somaliland ein de facto existenter, jedoch nicht de jure anerkannter Staat. Im Gegensatz dazu ist Somalia zwar international ein de jure anerkannter, de facto jedoch nicht existierender Staat.
Außerhalb des juristischen Sprachgebrauchs wird die Formulierung de facto im Sinne von „in Wirklichkeit“ im süddeutschen, deutschschweizerischen und österreichischen Raum von breiteren Bevölkerungsschichten verwendet.
Darüber hinaus werden die Ausdrücke de jure und de facto vor allem im Englischen im Zusammenhang mit technischen Normen (de jure standard) und Standards (de facto standard „Industriestandard“) benutzt.

## Beispiele
- De facto verfügt die Republik Zypern über eine Gesamtfläche von 5896 km², de jure beträgt diese Fläche 9251 km². Diese Differenz ist durch das De-facto-Regime der Türkischen Republik Nordzypern bzw. die lokale de facto-Regierung bedingt.
- Die Schweiz hat de jure keine Hauptstadt, eine solche ist nämlich nicht verfassungsrechtlich festgelegt. De facto hat Bern die Hauptstadtfunktion.
- Die Vereinigten Staaten haben de jure auf Bundesebene keine Amtssprache. Jedoch ist de facto Englisch die überwiegend verwendete Sprache für amtliche Dokumente. Verschiedene Bundesstaaten haben eine oder mehrere Amtssprachen, welche wiederum unterschiedlich mit der Regelung in der Praxis korrelieren (zum Beispiel ist die De-jure-Amtssprache von Kalifornien ausschließlich Englisch, de facto verwenden offizielle Stellen jedoch oft auch Spanisch und andere Sprachen).
- Japan unterhält de jure kein Militär. De facto nehmen aber die japanischen Selbstverteidigungskräfte dessen Funktion wahr.
- De jure hat die Europäische Union (EU) keine Hauptstadt, de facto ist Brüssel die Europa-Hauptstadt und gilt als Hauptsitz der EU.
- De jure sind die Amtssprachen des Staates Vatikanstadt Latein und Italienisch, de facto wird jedoch nur Italienisch verwendet.